# Fokker C.X
Il Fokker C.X era un monomotore biplano multiruolo sviluppato dall'azienda aeronautica olandese Fokker nei primi anni trenta e prodotto, oltre che dalla stessa, anche su licenza in Finlandia da Ilmailuvoimien Lentokonetehdas (IVL) e Valtion Lentokonetehdas (VL).
Caratterizzato dalla possibilità di impiegare varie motorizzazioni, basate sia su motori a V che su radiali, prestò servizio nelle aeronautiche militari di Finlandia, Paesi Bassi e nei territori coloniali delle Indie Orientali Olandesi, venendo utilizzato in azioni belliche anche durante la guerra civile spagnola.

## Storia del progetto
Nel 1933 il Koninklijke Landmacht, l'esercito dei Paesi bassi, emise una specifica per la fornitura di un nuovo velivolo da ricognizione e da bombardamento leggero, destinato a sostituire nei reparti della Luchtvaartafdeeling, la sua componente aerea, e nella Militaire Luchtvaart van het Koninklijk Nederlandsch-Indisch Leger (ML-KNIL), a sua volta componente aerea del Koninklijk Nederlandsch-Indisch Leger (KNIL), l'esercito coloniale delle Indie Orientali Olandesi, il multiruolo Fokker C.V, più precisamente la sua variante C.V-E, oramai considerato obsoleto. Tra le caratteristiche richieste il nuovo modello doveva conservare l'impostazione monomotore monoplano con un equipaggio di due persone.
Il prototipo, dotato di propulsore Hispano-Suiza 12Y, venne portato in volo per la prima volta il 19 ottobre 1934 e dopo il necessario periodo di prove in volo presentato all'attenzione della commissione esaminatrice dell'esercito che lo ritenne idoneo al servizio. Il governo olandese stipulò quindi un contratto di fornitura per 10 esemplari destinati ai territori delle Indie Orientali e 20 per l'esercito nazionale. L'aereo conobbe un discreto successo di vendita all'estero, esportato in Finlandia e Spagna. Nel luglio 1936 il velivolo venne presentato dalla Fokker a una delegazione di alti ufficiali dell'aviazione lettone, ma nonostante l'interesse suscitato non venne formalizzato alcun ordine di acquisto. La fabbrica inglese Airspeed Ltd. acquistò la licenza di produzione del Fokker C.X, commercializzandolo sotto la denominazione Airspeed AS.22, ma non ricevette alcun ordine di produzione.

## Impiego operativo
Nel 1934 la Luchtvaartafdeeling formalizzò un ordine per 4 Fokker C.X (matricole 700/703), dotati di propulsore Rolls-Royce Kestrel IIS, seguito da uno per 16 Fokker C.X (matricole 704/719 e 750) equipaggiati con motore Rolls-Royce Kestrel V (gli ultimi 15 velivoli dovevano avere tettuccio chiuso e ruotino di coda). I primi quattro velivoli, consegnati nel 1935, furono successivamente riequipaggiati con la versione Kestrel V, perché il Kestrel IIS non si dimostrò mai molto affidabile. I restanti 16 arrivarono ai reparti nel 1936. All'epoca il costo di ogni velivolo era di circa 30 000 fiorini. 
I Fokker C.X furono assegnati alla Strategische Verkenningsvliegtuig Afdeling (Divisione aerei da ricognizione strategica) del 1° Luchtvaartregiment sulla base di Bergen. Durante le prove di volo gli aerei fecero registrare una velocità massima di 316 km/h (di crociera 270 km/h), con un'autonomia massima di 830 km. L'armamento difensivo era costituito da una mitragliatrice anteriore sincronizzata e da una posteriore azionata dall'osservatore. Sotto l'ala inferiore trovava posto un carico bellico pari a 8 bombe da 50 kg (o 16 da 25 kg, o 4 da 100 kg). Allo scoppio della seconda guerra mondiale il velivolo era ormai considerato sorpassato.
Il 10 maggio 1940 scattò l'attacco tedesco contro l'Olanda, con la Luftwaffe che bombardò gli aeroporti di Waalhaven, Valkenburg e Bergen mentre le truppe della Wehrmacht puntavano su Moerdijk. In quella data alcune macchine risultavano in riparazione o erano in cattive condizioni, così che solamente 10 aerei presero parte ai combattimenti contro le truppe tedesche. Durante la breve guerra combattuta contro la Germania, tra il 10 e il 15 maggio 1940 i Fokker C.X servirono intensamente nel ruolo di ricognitore/bombardiere leggero. Solo pochi velivoli erano dotati di tettuccio chiuso, mentre i loro piloti indossavano l'elmetto d'acciaio dell'esercito al posto del casco in pelle da aviatore. Le missioni si svolgevano a una quota così bassa che il cannocchiale da puntamento risultava inutilizzabile e le bombe dovevano essere sganciate mirando ad occhio nudo. I C.X si rivelarono troppo lenti per sfuggire ai più veloci caccia tedeschi come i Messerschmitt Bf 110, ma la tattica olandese denominata hu-bo-be (huisje-boompje-beestje), consentì ai C.X di raggiungere un certo grado di successo. Durante i cinque giorni di guerra andarono persi tre Fokker C.X distrutti a terra e due in volo. Solamente due C.X, con i loro equipaggi, riuscirono a fuggire in Francia dopo la resa dei Paesi Bassi. La loro sorte non è nota. Dei due equipaggi, uno raggiunse successivamente l'Inghilterra, mentre l'altro rientrò nei Paesi Bassi.
Nel 1935 il governo delle Indie Orientali Olandesi ordinò un lotto di 14 ricognitori/bombardieri leggeri Fokker C.X (matricole FCX-450-FCX-463), dotati di armamento difensivo potenziato, con due mitragliatrici anteriori e una posteriore. Questi aerei furono sostituiti ben presto nel ruolo di bombardieri dal velivolo americano Martin B-10.
Allo scoppio della guerra con tra gli Stati Uniti e il Giappone, il 6 dicembre 1941, la Luchtvaart Afdeling-Koninklijk Nederlands Indisch Lager disponeva di 6 Fokker C.X, declassati ad aerei da collegamento. Due erano assegnati alla Verkenningsafdeling A.1 sulla base di Tjililitan, uno alla Verkenningsafdeling A.2 sulla base di Djokjakarta, tre al Depôt Vliegtiugafdeling sulla base di Andir. Fino all'attacco giapponese del 1942, il C.X rimase in uso come addestratore e traino bersagli. Nessuno di essi sopravvisse all'invasione giapponese delle Indie Olandesi.

### Finlandia
Il 18 maggio 1936 il governo finlandese acquistò 4 ricognitori Fokker C.X (matricole FK-78/-81) ed acquisì la licenza di produzione del velivolo. Gli aerei furono inviati in Finlandia nel novembre 1936 e furono consegnati all'Air Depot il 16 gennaio 1937. I velivoli entrarono ufficialmente in servizio l'11 giugno dello stesso anno. Successivamente il governo finlandese autorizzò, il 12 febbraio 1937, la produzione su licenza presso la Valtion Lentokonetehdas di due serie di velivoli: la Serie II che consisteva in 13 C.X (matricole FK-82/-94) e la Serie III di 17 aerei (matricole FK-95/-111). Gli aerei della Serie II furono consegnati nel gennaio-giugno 1938 e quelli della Serie III tra il giugno ed il dicembre 1938. Un'ulteriore serie di aerei, la Serie IV di 5 C.X (matricole FK-111/-115), venne ordinata il 24 aprile 1942 e fu pronta alla fine dell'anno. I velivoli erano equipaggiati con il motore radiale Bristol Pegasus XXI a 9 cilindri, raffreddato ad aria, da 830 hp azionante un'elica bipala lignea Weybridge o VL. L'armamento si basava su 2 mitragliatrici Browning da 7,7 mm in fusoliera, 1 mitragliatrice L-33/34 da 7,62 mm brandeggiabile dall'osservatore e 400 kg (RMS/100/1) o 600 kg (RMS/25/4) di bombe. Sull'esemplare FK-79 venne testato un propulsore radiale Bristol Perseus XII azionante un'elica metallica Ratier.
Durante la guerra d'inverno del novembre 1939-marzo 1940 i ricognitori Fokker C.X eseguirono 587 missioni sganciando sulle truppe avversarie 61 372 kg di bombe. Nell'ambito della seconda guerra mondiale il C.X continuò ad operare con la Suomen ilmavoimat durante la guerra di continuazione, scontrandosi con le forze armate dell'Unione Sovietica, e nella guerra di Lapponia, affrontando le forze tedesche della Wehrmacht.
A conflitto concluso gli esemplari rimasero in servizio ancora per lungo tempo, sostituiti nei compiti di prima linea da modelli più recenti, ed impiegati nella formazione dei nuovi equipaggi e nel ruolo di aereo da traino bersagli. L'ultimo esemplare operativo, l'FK-111, rimase in servizio come traino bersagli fino al 21 gennaio 1958 quando, a causa di un malfunzionamento, precipitò in una foresta uccidendo il pilota (il Second Lieutenant Aimo Allinen) e l'operatore addetto al cavo di traino (2nd Ltn Antti Kukkonen).

### Spagna
Verso la metà del 1937 il governo repubblicano, alle prese con l'insurrezione nazionalista (guerra civile spagnola), si rivolse ai Paesi Bassi instaurando rapporti commerciali con la Fokker e la Koolhoven. L'ordine che si concretizzò comprendeva la fornitura di 50 monomotori Fokker D.XXI, 25 bimotori G.I e 25 ricognitori C.X. che sarebbero andati ad equipaggiare i reparti delle Fuerzas Aéreas de la República Española. Il governo decise inoltre di acquistare una licenza di produzione del caccia D.XXI e del ricognitore C.X. Il prototipo di quest'ultimo, in realtà un aereo della LVA già costruito nel 1936, venne equipaggiato con un motore a V Hispano-Suiza 12Y dotato di cannone da 20 mm. Il velivolo fu acquistato ufficialmente il 21 gennaio 1938 tramite la Société Française de Transport Aérienes (SFTA) di Parigi e spedito via mare, dapprima a Tallinn, in Estonia e poi in Spagna via Unione Sovietica. 
L'aereo venne consegnato come modello alla fabbrica di El Carmoli in vista della produzione in serie del lotto di velivoli. Difficoltà di approvvigionamento dei previsti propulsori Bristol Pegasus XXI portarono ad un ritardo del programma di produzione. I tecnici della fabbrica decisero, allora, di adattare alla cellula il propulsore sovietico Klimov M-100, ma solamente un altro velivolo venne prodotto prima dell'arrivo delle truppe nazionaliste, che misero fine al programma di produzione.
Il Fokker C.X motorizzato Hispano-Suiza venne utilizzato in voli di collegamento tra l'aerodromo di Onil e lo stabilimento dei Servicios Aéreos de Fabricación (SAF-15) di Rabasa, alla periferia di Alicante, che lo utilizzava come pista di prova dei velivoli lì prodotti. Qui rimase abbandonato per qualche tempo fino a che, concluso il conflitto, venne preso in carico dalla nuova realtà aeronautica dello stato franchista, l'Ejército del Aire, ed identificato con la sigla R.7. Nella rifondata aeronautica militare spagnola rimase in servizio fino ai primi mesi del 1953 quando, a causa di un atterraggio forzato a Torrente de Cinca, venne dichiarato non riparabile e radiato.

## Varianti
C.X Series I
versione costruita dalla Fokker ed equipaggiata con un motore V12 Rolls-Royce Kestrel raffreddato a liquido, potenza 650 hp (485 kW), destinata ai Paesi Bassi.
C.X Series II
versione costruita dalla Fokker destinata alla Finlandia, realizzata in 4 esemplari. Caratteristiche tecniche: un motore radiale Bristol Pegasus XXI a 9 cilindri, raffreddato ad aria, da 850 hp (634 kW); apertura alare superiore 12,00 m, inferiore 10,50 m; lunghezza 9,01 m; altezza 3,31 m; superficie alare 31,50 m²; peso a vuoto 1 890 kg, massimo al decollo 2 700 kg; velocità massima 356 km/h a 4 000 m, 299 km/h a 0 m; salita a 1 000 m in 1'30”, a 3 000 m in 5'20”, a 5 000 m in 11'; autonomia oraria 4 h; tangenza 8 000 m. Armamento su 2 mitragliatrici Browning da 7,7 mm in fusoliera, 1 mitragliatrice L-33/34 da 7,62 mm brandeggiabile dall'osservatore e 400 o 600 kg di bombe.
C.X Series III
versione costruita su licenza in Finlandia, equipaggiata con un motore radiale Bristol Pegasus XII da 850 hp (634 kW), anch'esso realizzato localmente su licenza.
C.X Series IV
versione costruita su licenza in Finlandia, equipaggiata con un radiale Bristol Pegasus XII o XXI, anch'esso realizzato localmente su licenza.

## Utilizzatori

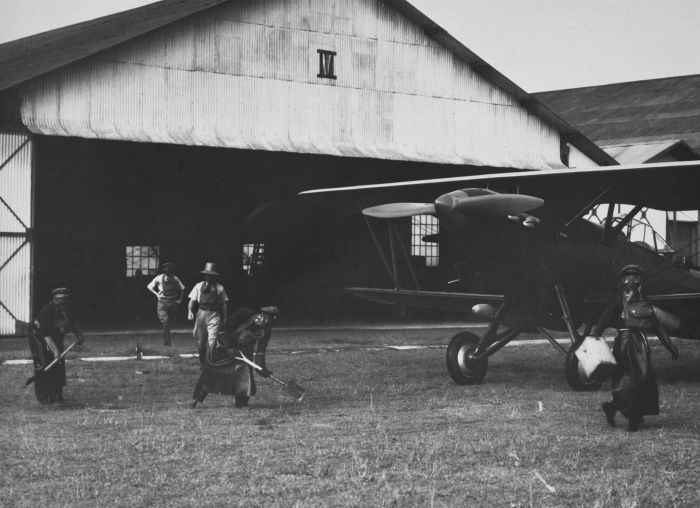
Un C.X della ML-KNIL in sosta davanti agli hangar dell'aeroporto di Bandung, allora nelle Indie Orientali Olandesi.

Finlandia
- Suomen ilmavoimat

operò con 39 esemplari, la maggior parte prodotti su licenza localmente.
 Indie orientali olandesi
- Militaire Luchtvaart van het Koninklijk Nederlandsch-Indisch Leger

operò con 13 esemplari.
 Paesi Bassi
- Luchtvaartafdeling

operò con 20 esemplari.
 Spagna
- Fuerzas Aéreas de la República Española

operò con 2 esemplari.
 Spagna
- Ejército del Aire